# Perry McCarthy
Perry McCarthy (3 de març del 1961, Londres, Anglaterra) és un pilot de curses britànic que va arribar a disputar curses de Fórmula 1. Perry McCarthy va debutar a la quarta cursa de la temporada 1992 (la 43a temporada de la història) del campionat del món de la Fórmula 1, disputant el 3 de maig del 1992 el G.P. d'Espanya al circuit de Catalunya. Va participar en un total d'onze curses puntuables pel campionat de la F1, disputades totes a la temporada 1992, no assolí classificar-se per disputar cap cursa i no aconseguint cap punt pel campionat del món de pilots.

## Resultats a la Fórmula 1
| Any  | Equip               | Xassís | Motor | 1   | 2   | 3       | 4       | 5       | 6       | 7       | 8       | 9       | 10      | 11      | 12      | 13      | 14  | 15  | 16  | Posició | Punts |
| ---- | ------------------- | ------ | ----- | --- | --- | ------- | ------- | ------- | ------- | ------- | ------- | ------- | ------- | ------- | ------- | ------- | --- | --- | --- | ------- | ----- |
| 1992 | Andrea Moda Formula | Moda   | Judd  | SUD | MEX | BRA NVP | ESP NVQ | SMR NVQ | MON NVQ | CAN NVP | FRA NVP | GBR NVQ | ALE EXC | HUN NVQ | BEL NVQ | ITA NVP | POR | JAP | AUS | -       | 0     |

### Resum
| Curses: | Victòries: | Pòdiums: | Poles: | Voltes ràpides: | Punts: |
| ------- | ---------- | -------- | ------ | --------------- | ------ |
| 11 (0)  | 0          | 0        | 0      | 0               | 0      |